# Hubert Giraud
Hubert Giraud (Marsiglia, 28 febbraio 1920 – Montreux, 16 gennaio 2016) è stato un paroliere e compositore francese di canzoni e colonne sonore cinematografiche.

## Biografia
Hubert Giraud all'età di 5 anni perde suo padre, a seguito di questo evento divenne asmatico. Per scopi terapeutici, il medico consiglia la pratica di uno strumento a fiato e il giovane Hubert opta per l'armonica a bocca.
Alla fine degli anni '30, come armonicista, entra nel Quintetto di Django Reinhardt.
Nel 1941, entra a far parte del Quintette du Hot Club de France di Ray Ventura, il quale lo invita ad imparare a suonare un secondo strumentoe Giraud sceglie la chitarra. Per sei anni con l'orchestra starà in Sud America. Al suo ritorno in Francia fece parte dell'orchestra di Jacques Hélian. Infine crea la sua band con Roger Lucchesi e Annie Rouvre, il trio Do-Re-Mi, ed inizia a dedicarsi soprattutto alla composizione.
Il suo brano più famoso è stato Mamy Blue.